# Juan Manuel Jiménez Morán
Juan Manuel Jiménez Morán, né le 22 septembre 1956, est un homme politique espagnol membre du Parti populaire.

## Biographie

### Vie privée
Il est marié et père d'une fille et un fils.

### Carrière politique
Il est maire de Verín de 1995 à 2015.
Le 12 juillet 2016, il est désigné sénateur par le Parlement de Galice en représentation de la Galice.